# Sørensengambiet (Midden)
Het Sørensengambiet is in het schaken een variant in het Deens gambiet, dat zelf een variant is van het aangenomen middengambiet. Het gambiet heeft als beginzetten: 1.e4 e5 2.d4 (het middengambiet) ed 3.c3 (het Deens gambiet) d5.
De variant is geanalyseerd door de Deense officier en schaker Søren Anthon Sørensen, die in de tweede helft van de 19e eeuw leefde.
Daarnaast bestaat er een Sørensengambiet in het Frans.